# Holasická provincie
Holasická provincie, později (od roku 1220) nazývaná Opavská provincie, byla správním celkem v rámci Olomouckého údělu.

## Vznik
Na počátku 6. století přichází na území dnešního Opavska slovanský kmen Holasiců. Na území Holasicka se 9. století rozšiřuje vliv Velkomoravské říše, která se snaží připojit oblast ke svému území. Za Svatoplukových výbojů se částečně daří si oblast podmanit, zdejší hradiště jsou Moravany vypalována. V menší míře se tedy moravskému státu povedlo území ovládnout. Po Svatoplukově smrti odpadají okrajové části Velkomoravské říše včetně Holasicka. Dále je Holasicko předmětem územních sporů mezi Českým knížectvím a Polským knížectvím. Holasicko nakonec na míru v Quedlinburgu roku 1054 připadlo Českému knížectví. Někdy v té době začala vznikat Holasická provincie. Proces vzniku Holasické provincie jako správní jednotky skončil nejpozději roku 1201. Toho roku měl být, podle listiny Přemysla Otakara I., placen desátek z provincie Holasické.

## Existence
Za postupného procesu vzniku Holasické provincie bylo Holasické provincií do roku 1182 nadřazené České knížectví, Olomoucký úděl a Svatá říše římská. Roku 1182 římský císař Fridrich I. Barbarossa povýšil Konráda II. Otu do hodnosti moravského markraběte a markrabství oddělil z moci Českého knížectví a učinil jej římským lénem (markrabství však bylo často s Čechami v personální unii). Od té doby až do zániku bylo Holasické provincií nadřazeno jen Moravské markrabství a Svatá říše římská.
Holasická provincie je roku 1213 jmenována v listině Přemysla Otakara I. pro Johanitský řád spolu s provinciemi Olomouckou, Brněnskou a Znojemskou. Podle některý historiků to značí, že Holasicko nespadalo pod starobylý Olomoucký úděl, ale bylo mu rovnocenné. Ale vzhledem k tomu, že v té době již existovalo Moravské markrabství, tak je tato domněnka nepravděpodobná, jde patrně o významné provincie v rámci markrabství, ve kterých měli Johanité svoje statky.
Spolu s Holasickou provincií jsou v průběhu její existence zmiňovány i ostatní moravské provincie.

## Zánik
Mezi léty 1260–1269 ustanovil svého nemanželského syna Mikuláše opavským knížetem, čímž zanikla, tehdy už Opavská provincie jako správní celek. Opavsko bylo stále součástí Moravy, ale vznikem Opavského knížectví se začalo od Moravy vzdalovat.
Od Moravy se Opavské knížectví definitivně trhlo až roku 1318, kdy Mikuláš II. Opavský složil lenní přísahu českému králi Janovi Lucemburskému.